# Halil İbrahim Doğan
Pour les articles homonymes, voir Doğan.
Halil İbrahim Doğan, né le 6 octobre 2000 à Kütahya, est un coureur cycliste turc.

## Biographie
Né à Kütahya, Halil İbrahim Doğan commence le cyclisme en 2011. Il obtient tout d'abord ses premiers résultats en VTT, où il apparaît comme l'un des grands espoirs turcs. En 2018, chez les juniors, il devient champion de Turquie et termine 36e du championnat d'Europe, en cyclisme sur route.
En 2019, il passe en catégorie espoirs et rejoint l'équipe continentale turque Salcano Sakarya BB. Au mois d'avril, il est sélectionné en équipe nationale pour disputer le Tour de Turquie, inscrit au calendrier du World Tour. Plus jeune participant de l'épreuve, il se classe 28e de l'étape reine et 38e du classement général. Dans la foulée, il prend la troisième place du Tour de Mersin, compétition de moindre envergure. Fin juin, il est sacré champion de Turquie espoirs à Konya.

## Palmarès sur route
- 2017
  - 2e du Mémorial Dimitr Yankov
- 2018
  -  Champion de Turquie sur route juniors
  - 2e du Belgrade Trophy Milan Panić
- 2019
  -  Champion de Turquie sur route espoirs
  - 3e du Tour de Mersin
- 2020
  -  Champion de Turquie sur route espoirs
  - 2e du championnat de Turquie du contre-la-montre espoirs
  - 2e du championnat de Turquie sur route
- 2021
  -  Champion de Turquie du contre-la-montre espoirs
- 2023
  - 3e du Grand Prix Kaisareia

## Classements mondiaux
| Année           | 2019 | 2020 |
| --------------- | ---- | ---- |
| UCI Europe Tour | 575e | 529e |